# James Robb (oficer)
James Milne Robb GCB, KBE, DSO, DFC, AFC (ur. 26 stycznia 1895 w Hexham, zm. 18 grudnia 1968 w Bognor Regis) – brytyjski marszałek lotnictwa (Air Chief Marshal) służący w Royal Air Force.
James Robb był asem myśliwskim I wojny światowej, w trakcie której zestrzelił siedem samolotów przeciwnika. Podczas II wojny światowej służył jako oficer sztabowy. W latach 1945–1947 był naczelnym dowódcą RAF Fighter Command, a w 1951 roku pełnił funkcję inspektora generalnego Royal Air Force.

## Odznaczenia
- Order Łaźni – I Klasa: 1951; II Klasa: 1949; III Klasa: 1941
- Order Imperium Brytyjskiego – 1945
- Distinguished Service Order – 1926
- Distinguished Flying Cross – 1919
- Air Force Cross – 1940
- Legia Zasługi III Klasy – Stany Zjednoczone, 1943
- Air Force Distinguished Service Medal – Stany Zjednoczone, 1945
- Czechosłowacki Wojskowy Order Lwa Białego „Za zwycięstwo” – Czechosłowacja, 1947
- Czechosłowacki Medal Wojskowy „Za Zasługi” – Czechosłowacja, 1947
- Legia Honorowa III Klasy – Francja